# Championnat national de tennis des États-Unis 1926
Pour un article plus général, voir US Open de tennis.
Résultats détaillés de l’édition 1926 du championnat de tennis US National qui est disputée du 16 au 23 août 1926.

## Palmarès
| Tableau          | Vainqueurs                        | Vainqueurs        | Score            | Finalistes                           | Finalistes        |
| ---------------- | --------------------------------- | ----------------- | ---------------- | ------------------------------------ | ----------------- |
| Simple dames     | M. Bjurstedt Mallory              | Norvège           | 4-6, 6-4, 9-7    | Elizabeth Ryan                       | États-Unis        |
| Simple messieurs | René Lacoste                      | France            | 6-4, 6-0, 6-4    | Jean Borotra                         | France            |
| Double dames     | Elizabeth Ryan Eleanor Goss       | États-Unis        | 3-6, 6-4, 12-10  | Mary Kendall Browne Charlotte Chapin | États-Unis        |
| Double messieurs | Richard Williams Vincent Richards | États-Unis        | 6-4 6-8 11-9 6-3 | Bill Tilden Akfred Chapin            | États-Unis        |
| Double mixte     | Elizabeth Ryan Jean Borotra       | États-Unis France | 6-4, 7-5         | Hazel Hotchkiss René Lacoste         | États-Unis France |

## Simple dames
|  |                 |  |   |   |   |
|  | Finale          |  |   |   |   |
|  |                 |  |   |   |   |
|  |                 |  |   |   |   |
|  | Molla Bjurstedt |  | 4 | 6 | 9 |
|  | Molla Bjurstedt |  | 4 | 6 | 9 |
|  | Elizabeth Ryan  |  | 6 | 4 | 7 |

## Double dames
|  |                                      |  |   |   |    |
|  | Finale                               |  |   |   |    |
|  |                                      |  |   |   |    |
|  |                                      |  |   |   |    |
|  | Elizabeth Ryan Eleanor Goss          |  | 3 | 6 | 12 |
|  | Elizabeth Ryan Eleanor Goss          |  | 3 | 6 | 12 |
|  | Mary Kendall Browne Charlotte Chapin |  | 6 | 4 | 10 |

## Double mixte
|  |                              |  |   |   |  |
|  | Finale                       |  |   |   |  |
|  |                              |  |   |   |  |
|  |                              |  |   |   |  |
|  | Elizabeth Ryan Jean Borotra  |  | 6 | 7 |  |
|  | Elizabeth Ryan Jean Borotra  |  | 6 | 7 |  |
|  | Hazel Hotchkiss René Lacoste |  | 4 | 5 |  |